# Лиля, Анди
Анди Лиля (алб. Andi Lila; род. 12 февраля 1986 года, Кавая) — албанский футболист, игравший на позиции опорного полузащитника или правого защитника.

## Клубная карьера
Анди Лиля начинал свою карьеру футболиста в албанской команде «Беса» из его родного города Кавая. Уже в возрасте 16 лет Лиля дебютировал на высшем уровне, выйдя на замену в гостевом матче его команды против «Теуты» 14 декабря 2002 года. В январе 2007 года Лиля перешёл в греческий клуб «Ираклис», но не смог там показать себя и вскоре вернулся в «Бесу». В родной команде он через некоторое время стал её капитаном и внёс существенный вклад в завоевание бронзы по итогам чемпионата Албании 2007/08. После этого успеха Лиля перебрался в «Тирану», где провёл следующие 3 сезона. Этот период был лучшим в карьере игрока. Он выиграл в её составе албанскую Суперлигу в 2009 году и Кубок Албании в 2011 году. Первый же гол в албанской Суперлиге Лиля забил 14 сентября 2008 года на последней минуте матча, принеся «Тиране» победу в дерби с «Партизани».
24 июня 2011 года Анди Лиля подписал контракт с греческим клубом «ПАС Янина», сумма сделки составила 700 тысяч евро плюс премиальные. В новой для себя команде Лиля смог быстро зарекомендовать себя. 12 июля 2014 года Лиля заявил о том, что его контракт с греческим клубом истёк, и он готов перейти в хорватскую «Риеку». В итоге Лиля отказался от перехода и подписал новый трёхлетний контракт с греческой командой.
28 декабря 2014 года Лиля подтвердил о своём переходе в кризисную итальянскую «Парму», став её первым приобретением в зимнее трансферное окно 2015 года. За «Парму» Лиля дебютировал 14 января в домашнем матче против «Кальяри» в рамках 1/8 финала Кубка Италии. Но уже на 13-й минуте получил травму, не сумев продолжить матч и выбыв из строя на 2 месяца. В первом же матче после своего восстановления Лиля забил свой первый гол в итальянской Серии А, открыв счёт в гостевом поединке против «Сассуоло». 4 марта 2015 года Лиля в конце первого тайма сравнял счёт в гостевом матче против миланского «Интера». Футболист был заменён в перерыве, а счёт так и остался ничейным.
После банкротства «Пармы» Лиля первые дни августа 2015 года провёл, тренируясь с албанской командой «Скендербеу», но в итоге вернулся в «ПАС Янину».

## Карьера в сборной
Анди Лиля провёл ряд матчей за юношеские и молодёжные сборные Албании. 21 ноября 2007 года он дебютировал за главную национальную команду в матче против сборной Румынии, проходившем в рамках последнего тура отборочного турнира Чемпионата Европы 2008. Лиля вышел в стартовом составе и провёл на поле все 90 минут, а его команда была разгромлена со счётом 1:6.

## Статистика выступлений

### В сборной
| Матчи и голы Анди Лили за сборную Албании | Матчи и голы Анди Лили за сборную Албании | Матчи и голы Анди Лили за сборную Албании | Матчи и голы Анди Лили за сборную Албании | Матчи и голы Анди Лили за сборную Албании | Матчи и голы Анди Лили за сборную Албании | Матчи и голы Анди Лили за сборную Албании |
| №                                         | Дата                                      | Место проведения                          | Соперник                                  | Счёт                                      | Голы                                      | Соревнование                              |
| ----------------------------------------- | ----------------------------------------- | ----------------------------------------- | ----------------------------------------- | ----------------------------------------- | ----------------------------------------- | ----------------------------------------- |
| 1                                         | 21 ноября 2007                            | Национальный стадион, Бухарест            | Румыния                                   | 1:6                                       | —                                         | Квалификация ЧЕ 2008                      |
| 2                                         | 27 мая 2008                               | Ан дер Кройцайхе, Ройтлинген              | Польша                                    | 3:2                                       | —                                         | Товарищеский матч                         |
| 3                                         | 20 августа 2008                           | Кемаль Стафа, Тирана                      | Лихтенштейн                               | 2:0                                       | —                                         | Товарищеский матч                         |
| 4                                         | 19 ноября 2008                            | Республиканский стадион, Баку             | Азербайджан                               | 1:1                                       | —                                         | Товарищеский матч                         |
| 5                                         | 11 февраля 2009                           | Национальный стадион, Та-Кали             | Мальта                                    | 0:0                                       | —                                         | Квалификация ЧМ 2010                      |
| 6                                         | 10 июня 2009                              | Кемаль Стафа, Тирана                      | Грузия                                    | 1:1                                       | —                                         | Товарищеский матч                         |
| 7                                         | 14 ноября 2009                            | А. Ле Кок Арена, Таллин                   | Эстония                                   | 0:0                                       | —                                         | Товарищеский матч                         |
| 8                                         | 17 февраля 2010                           | Городской стадион, Приштина               | Косово                                    | 3:2                                       | —                                         | Товарищеский матч                         |
| 9                                         | 3 марта 2010                              | Кемаль Стафа, Тирана                      | Северная Ирландия                         | 1:0                                       | —                                         | Товарищеский матч                         |
| 10                                        | 25 мая 2010                               | Под Горицом, Подгорица                    | Черногория                                | 1:0                                       | —                                         | Товарищеский матч                         |
| 11                                        | 2 июня 2010                               | Кемаль Стафа, Тирана                      | Андорра                                   | 1:0                                       | —                                         | Товарищеский матч                         |
| 12                                        | 11 августа 2010                           | Стадион Нико Дована, Дуррес               | Узбекистан                                | 1:0                                       | —                                         | Товарищеский матч                         |
| 13                                        | 3 сентября 2010                           | Чахлэул, Пьятра-Нямц                      | Румыния                                   | 1:1                                       | —                                         | Квалификация ЧЕ 2012                      |
| 14                                        | 7 сентября 2010                           | Кемаль Стафа, Тирана                      | Люксембург                                | 1:0                                       | —                                         | Квалификация ЧЕ 2012                      |
| 15                                        | 8 октября 2010                            | Кемаль Стафа, Тирана                      | Босния и Герцеговина                      | 1:1                                       | —                                         | Квалификация ЧЕ 2012                      |
| 16                                        | 12 октября 2010                           | Динамо, Минск                             | Беларусь                                  | 0:2                                       | —                                         | Квалификация ЧЕ 2012                      |
| 17                                        | 17 ноября 2010                            | Скендербеу, Корча                         | Македония                                 | 0:0                                       | —                                         | Товарищеский матч                         |
| 18                                        | 9 февраля 2011                            | Кемаль Стафа, Тирана                      | Словения                                  | 1:2                                       | —                                         | Товарищеский матч                         |
| 19                                        | 26 марта 2011                             | Кемаль Стафа, Тирана                      | Беларусь                                  | 1:0                                       | —                                         | Квалификация ЧЕ 2012                      |
| 20                                        | 7 июня 2011                               | Билино Поле, Зеница                       | Босния и Герцеговина                      | 0:2                                       | —                                         | Квалификация ЧЕ 2012                      |
| 21                                        | 20 июня 2011                              | Монументаль, Буэнос-Айрес                 | Аргентина                                 | 0:4                                       | —                                         | Товарищеский матч                         |
| 22                                        | 10 августа 2011                           | Лоро Боричи, Шкодер                       | Черногория                                | 3:2                                       | —                                         | Товарищеский матч                         |
| 23                                        | 7 октября 2011                            | Стад де Франс, Сен-Дени                   | Франция                                   | 0:3                                       | —                                         | Квалификация ЧЕ 2012                      |
| 24                                        | 11 октября 2011                           | Кемаль Стафа, Тирана                      | Румыния                                   | 1:1                                       | —                                         | Квалификация ЧЕ 2012                      |
| 25                                        | 11 ноября 2011                            | Кемаль Стафа, Тирана                      | Азербайджан                               | 0:1                                       | —                                         | Товарищеский матч                         |
| 26                                        | 15 ноября 2011                            | Городской стадион Гоце Делчева, Делчево   | Македония                                 | 0:0                                       | —                                         | Товарищеский матч                         |
| 27                                        | 29 февраля 2012                           | Стадион им. Михаила Месхи, Тбилиси        | Грузия                                    | 1:2                                       | —                                         | Товарищеский матч                         |
| 28                                        | 22 мая 2012                               | Кампо-де-Вальекас, Мадрид                 | Катар                                     | 2:1                                       | —                                         | Товарищеский матч                         |
| 29                                        | 27 мая 2012                               | Инёню, Стамбул                            | Иран                                      | 2:1                                       | —                                         | Товарищеский матч                         |
| 30                                        | 15 августа 2012                           | Кемаль Стафа, Тирана                      | Молдова                                   | 0:0                                       | —                                         | Товарищеский матч                         |
| 31                                        | 7 сентября 2012                           | Кемаль Стафа, Тирана                      | Кипр                                      | 3:1                                       | —                                         | Квалификация ЧМ 2014                      |
| 32                                        | 11 сентября 2012                          | Свисспорарена, Люцерн                     | Швейцария                                 | 0:2                                       | —                                         | Квалификация ЧМ 2014                      |
| 33                                        | 12 октября 2012                           | Кемаль Стафа, Тирана                      | Исландия                                  | 1:2                                       | —                                         | Квалификация ЧМ 2014                      |
| 34                                        | 16 октября 2012                           | Кемаль Стафа, Тирана                      | Словения                                  | 1:0                                       | —                                         | Квалификация ЧМ 2014                      |
| 35                                        | 14 ноября 2012                            | Стад де Женев, Женева                     | Камерун                                   | 0:0                                       | —                                         | Товарищеский матч                         |
| 36                                        | 6 февраля 2013                            | Кемаль Стафа, Тирана                      | Грузия                                    | 1:2                                       | —                                         | Товарищеский матч                         |
| 37                                        | 22 марта 2013                             | Уллевол, Осло                             | Норвегия                                  | 1:0                                       | —                                         | Квалификация ЧМ 2014                      |
| 38                                        | 26 марта 2013                             | Кемаль Стафа, Тирана                      | Литва                                     | 4:1                                       | —                                         | Товарищеский матч                         |
| 39                                        | 14 августа 2013                           | Кемаль Стафа, Тирана                      | Армения                                   | 2:0                                       | —                                         | Товарищеский матч                         |
| 40                                        | 6 сентября 2013                           | Стожице, Любляна                          | Словения                                  | 0:1                                       | —                                         | Квалификация ЧМ 2014                      |
| 41                                        | 10 сентября 2013                          | Лаугардалсвёллур, Рейкьявик               | Исландия                                  | 1:2                                       | —                                         | Квалификация ЧМ 2014                      |
| 42                                        | 11 октября 2013                           | Кемаль Стафа, Тирана                      | Швейцария                                 | 1:2                                       | —                                         | Квалификация ЧМ 2014                      |
| 43                                        | 15 октября 2013                           | ГСП, Никосия                              | Кипр                                      | 0:0                                       | —                                         | Квалификация ЧМ 2014                      |
| 44                                        | 15 ноября 2013                            | Стадион Университета Акдениз, Анталья     | Беларусь                                  | 0:0                                       | —                                         | Товарищеский матч                         |
| 45                                        | 5 марта 2014                              | Стадион Нико Дована, Дуррес               | Мальта                                    | 2:0                                       | —                                         | Товарищеский матч                         |
| 46                                        | 31 мая 2014                               | Муниципальный стадион, Ивердон-ле-Бен     | Румыния                                   | 0:1                                       | —                                         | Товарищеский матч                         |
| 47                                        | 4 июня 2014                               | Ференц Пушкаш, Будапешт                   | Венгрия                                   | 0:1                                       | —                                         | Товарищеский матч                         |
| 48                                        | 8 июня 2014                               | Олимпийский стадион, Серравалле           | Сан-Марино                                | 3:0                                       | —                                         | Товарищеский матч                         |
| 49                                        | 7 сентября 2014                           | Муниципальный стадион, Авейру             | Португалия                                | 1:0                                       | —                                         | Квалификация ЧЕ 2016                      |
| 50                                        | 11 октября 2014                           | Эльбасан Арена, Эльбасан                  | Дания                                     | 1:1                                       | —                                         | Квалификация ЧЕ 2016                      |
| 52                                        | 14 ноября 2014                            | Рут де Лорьян, Ренн                       | Франция                                   | 1:1                                       | —                                         | Товарищеский матч                         |
| 53                                        | 18 ноября 2014                            | Луиджи Феррарис, Генуя                    | Италия                                    | 0:1                                       | —                                         | Товарищеский матч                         |
| 54                                        | 13 июня 2015                              | Эльбасан Арена, Эльбасан                  | Франция                                   | 1:0                                       | —                                         | Товарищеский матч                         |
| 55                                        | 8 октября 2015                            | Эльбасан Арена, Эльбасан                  | Сербия                                    | 0:2                                       | —                                         | Квалификация ЧЕ 2016                      |
| 56                                        | 13 ноября 2015                            | Городской стадион, Приштина               | Косово                                    | 2:2                                       | —                                         | Товарищеский матч                         |
| 57                                        | 16 ноября 2015                            | Кемаль Стафа, Тирана                      | Грузия                                    | 2:2                                       | —                                         | Товарищеский матч                         |
| 58                                        | 26 марта 2016                             | Эрнст Хаппель, Вена                       | Австрия                                   | 1:2                                       | —                                         | Товарищеский матч                         |
| 59                                        | 29 мая 2016                               | Профертил Арена, Хартберг                 | Катар                                     | 3:1                                       | —                                         | Товарищеский матч                         |

Итого: 59 матчей / 0 голов; eu-football.info.